# Osmoderma
Osmoderma  (лат.) — род пластинчатоусых жуков из подсемейства восковиков и пестряков. Описано 9 видов, из которых 6 Палеарктических и 3 Неарктических.

## Распространение
Представители распространены в Европе, Турции, юго-восточной Сибири, северо-восточном Китае, на Корейском полуострове, Японии и Северной Америке.

## Описание имаго
Большие жесткокрылые, длиной 25—40 мм. Тело уплощённое, чуть удлинённое, немного дорсовентрально суженное, имеет красновато-коричневато-чёрный, смоляно-чёрный, чёрный окрас с металлическим отблеском или без него, более или менее блестящее. Голова небольшая. Щупики с короткими, отделёнными тремя-семью члениками и небольшим валиком. Диск переднегрудки явственно уже основания надкрылий. Щиток большой. Надкрылья широкие, их общая ширина немного меньше их длины, слабо приплюснутые с хорошо заметными плечевыми углами. Ноги крепкие, утолщённые, не длинные. Коготки простые. Половые органы с парамерами, вершинная поверхность которых с горбовидным выростом.

## Замечания по охране
Редкие пластинчатоусые, из которых два вида дальневосточный отшельник и обыкновенный отшельник занесены в Красную книгу МСОП. Дальневосточный отшельник и номинативный подвид обыкновенного отшельника занесены в категорию NT (близки к уязвимому положению), подвиды O. e. cristinae, O. e. italica и O. e. lassallei в категории EN (в опасности).